# Victor Emilio Masalles Pere
Víctor Emilio Masalles Pere (Barcelona, 29 de junho de 1961) é um clérigo espanhol e bispo emérito de Baní.
O Arcebispo de Santo Domingo e Bispo Militar da República Dominicana, Cardeal Nicolás de Jesús López Rodríguez, o ordenou sacerdote em 7 de julho de 1991.
Papa Bento XVI nomeou-o em 8 de maio de 2010 Bispo Titular de Girba e Bispo Auxiliar de Santo Domingo. O Arcebispo de Santo Domingo, Cardeal Nicolás de Jesús López Rodríguez, o consagrou em 29 de junho do mesmo ano; Os co-consagradores foram o Arcebispo Józef Wesołowski, Núncio Apostólico na República Dominicana, e Jesús María de Jesús Moya, Bispo de San Francisco de Macorís.
O Papa Francisco o nomeou Bispo de Baní em 14 de dezembro de 2016, com posse em 11 de fevereiro do ano seguinte.